# Vittorio Villa
Vittorio Villa (Torino, 1824 – 3 novembre 1873) è stato un politico italiano.

## Biografia
Fu deputato, dapprima nel Regno di Sardegna e dopo nel Regno d'Italia, ininterrottamente dal 1860 sino alla sua morte.